# Cobalt Networks

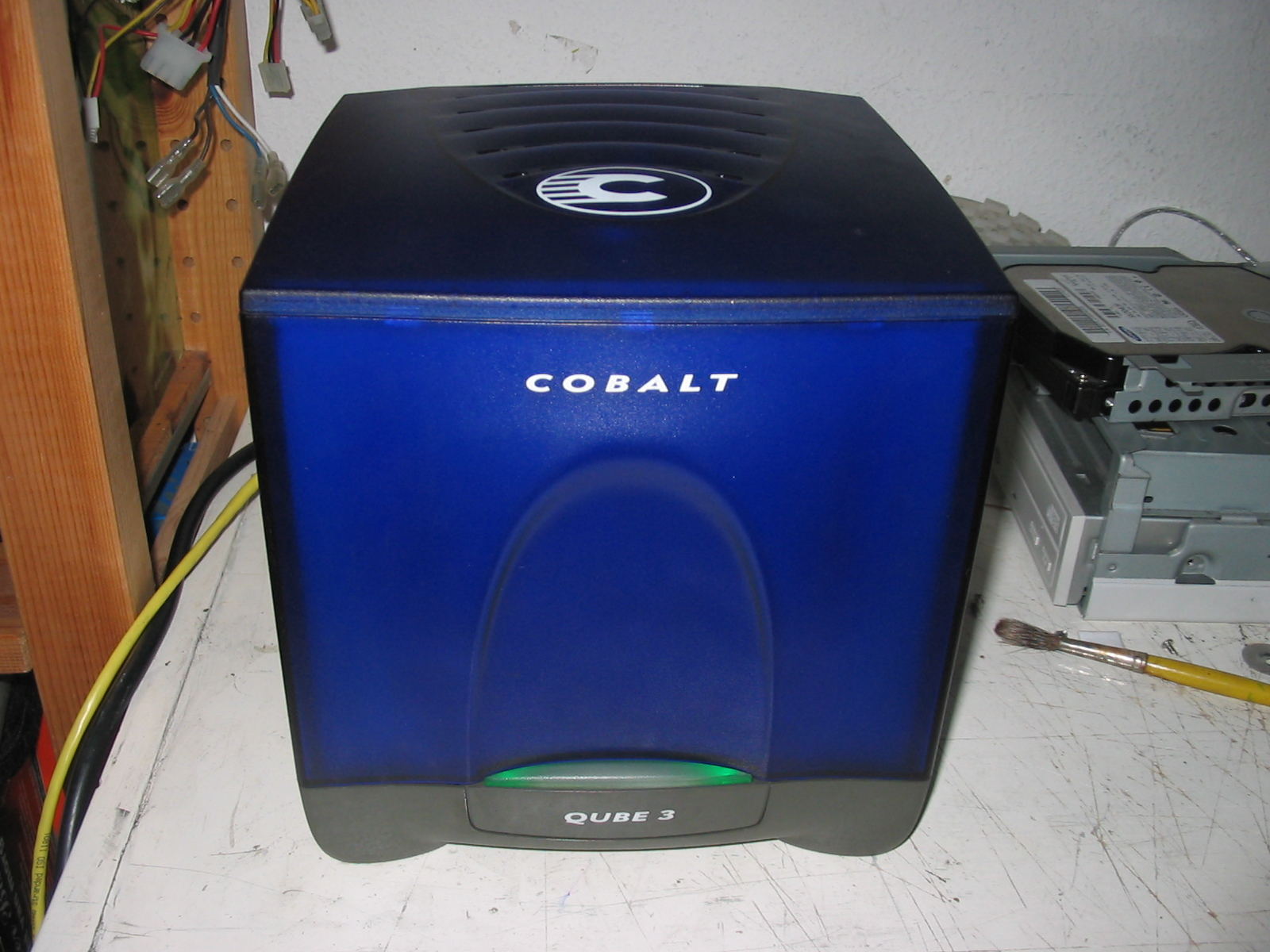
Cobalt Qube - un serveur informatique.

Cobalt Networks est un fabricant indépendant de serveurs informatiques à bas coût. 
Elle a été fondée en 1996 à Mountain View (Californie) sous le nom de Cobalt Microserver, En 2000, elle a été rachetée par Sun Microsystems, elle-même rachetée par Oracle en avril 2009.